# Branch (Arkansas)
Pour les articles homonymes, voir Branch.
Branch est une ville située dans l’État américain de l'Arkansas, dans le comté de Franklin.